# Eccellenza Marche 2006-2007
Il campionato italiano di calcio di Eccellenza regionale 2006-2007 è stato il sedicesimo organizzato in Italia. Rappresenta il sesto livello del calcio italiano.
Questi sono i gironi organizzati dal Comitato Regionale Marche.

## Squadre partecipanti
| Squadra                          | Città (provincia)                   |
| -------------------------------- | ----------------------------------- |
| A.S.D. Biagio Nazzaro 1922       | Chiaravalle (AN)                    |
| U.S. Caldarola A.P.D.            | Caldarola (MC)                      |
| U.S. Castelfrettese A.S.D.       | Castelferretti di Falconara M. (AN) |
| A.S.D. Cingolana Calcio 1963     | Cingoli (MC)                        |
| Civitanovese Calcio S.r.l.       | Civitanova Marche (MC)              |
| U.S. Falco Acqualagna            | Acqualagna (PU)                     |
| U.S. Fermignanese                | Fermignano (PU)                     |
| Bikkembergs Fossombrone          | Fossombrone (PU)                    |
| S.S.D. Jesina Calcio S.r.l.      | Jesi (AN)                           |
| U.S. Montegiorgese               | Montegiorgio (AP)                   |
| Pol. Montegranaro Calcio         | Montegranaro (AP)                   |
| S.S. Monturanese                 | Monte Urano (AP)                    |
| S.S. Piano San Lazzaro           | Piano San Lazzaro di Ancona (AN)    |
| A.S.D. Calcio Porto Sant'Elpidio | Porto Sant'Elpidio (AP)             |
| A.C. Real Vallesina              | Moie (AN)                           |
| U.S. Recanatese                  | Recanati (MC)                       |
| Urbino Calcio S.r.l.             | Urbino (PU)                         |
| U.S. Vigor Senigallia A.S.D.     | Senigallia (AN)                     |

## Aggiornamenti
Il torneo trovò stabilità con 18 squadre al via. Dalla Serie D proveniva l'Urbino, dalla Promozione erano salite Castelfrettese e Recanatese, dopo 2 stagioni di assenza, il Montegranaro che tornava dopo 3 stagioni, e il Piano San Lazzaro al debutto nel massimo torneo regionale.
Nonostante gli ingenti investimenti dello stilista Dirk Bikkembergs, fu la Recanatese a stazionare in vetta per tutto il torneo. I leopardiani colsero la seconda promozione consecutiva e obbligarono il Bikkembergs Fossombrone agli spareggi: i "tartufai" si imposero in quelli regionali, ma uscirono in quelli nazionali.
In fondo alla graduatoria si registrò la retrocessione di Real Vallesina e Falco Acqualagna, da allora mai più tornate in Eccellenza. Altra squadra che non ritrovò più l'Eccellenza fu il Caldarola che perse i playout. Si salvò invece il Porto Sant'Elpidio che beffò il Montegranaro, condannandolo a un immediato ritorno in Promozione.

## Classifica finale
|  | Pos. | Squadra                 | Pt | G  | V  | N  | P  | GF | GS | DR  |
|  | ---- | ----------------------- | -- | -- | -- | -- | -- | -- | -- | --- |
|  | 1.   | Recanatese              | 64 | 34 | 18 | 10 | 6  | 37 | 21 | +16 |
|  | 2.   | Bikkembergs Fossombrone | 63 | 34 | 18 | 9  | 7  | 40 | 16 | +24 |
|  | 3.   | Piano San Lazzaro       | 54 | 34 | 15 | 9  | 10 | 52 | 36 | +16 |
|  | 4.   | Monturanese             | 51 | 34 | 12 | 15 | 7  | 32 | 24 | +8  |
|  | 5.   | Fermignanese            | 51 | 34 | 13 | 12 | 9  | 45 | 41 | +4  |
|  | 6.   | Jesina                  | 50 | 34 | 11 | 17 | 6  | 45 | 34 | +11 |
|  | 7.   | Castelfrettese          | 49 | 34 | 12 | 13 | 9  | 36 | 33 | +3  |
|  | 8.   | Urbino                  | 48 | 34 | 12 | 12 | 10 | 39 | 34 | +5  |
|  | 9.   | Cingolana               | 46 | 34 | 11 | 13 | 10 | 30 | 28 | +2  |
|  | 10.  | Vigor Senigallia        | 45 | 34 | 11 | 12 | 11 | 36 | 33 | +3  |
|  | 11.  | Biagio Nazzaro          | 44 | 34 | 12 | 8  | 14 | 35 | 36 | -1  |
|  | 12.  | Civitanovese            | 43 | 34 | 10 | 13 | 11 | 29 | 32 | -3  |
|  | 13.  | Montegiorgio            | 39 | 34 | 9  | 12 | 13 | 32 | 40 | -8  |
|  | 14.  | Montegranaro            | 38 | 34 | 8  | 14 | 12 | 25 | 33 | -8  |
|  | 15.  | Porto Sant'Elpidio      | 33 | 34 | 6  | 15 | 13 | 30 | 46 | -16 |
|  | 16.  | Caldarola               | 33 | 34 | 6  | 15 | 13 | 24 | 35 | -11 |
|  | 17.  | Falco Acqualagna        | 28 | 34 | 5  | 13 | 16 | 17 | 34 | -17 |
|  | 18.  | Real Vallesina          | 26 | 34 | 4  | 14 | 16 | 22 | 50 | -28 |

## Spareggi

### Play-off

#### Semifinale
| Squadra 1    | Totale | Squadra 2               | Andata | Ritorno |
| ------------ | ------ | ----------------------- | ------ | ------- |
| Fermignanese | 0 - 1  | Bikkembergs Fossombrone | 0 - 0  | 0 - 1   |
| Monturanese  | 2 - 4  | Piano San Lazzaro       | 1 - 1  | 1 - 3   |

##### Andata
| ??? 2007 | Fermignanese | 0 – 0 | Bikkembergs Fossombrone |  |

| ??? 2007 | Monturanese | 1 – 1 | Piano San Lazzaro |  |

##### Ritorno
| ??? 2007 | Bikkembergs Fossombrone | 1 – 0 | Fermignanese |  |

| ??? 2007 | Piano San Lazzaro | 3 – 1 | Monturanese |  |

#### Finale
| Squadra 1               | Risultato | Squadra 2         |
| ----------------------- | --------- | ----------------- |
| Bikkembergs Fossombrone | 1 - 0     | Piano San Lazzaro |

| Osimo ??? 2007 | Bikkembergs Fossombrone | 1 – 0 | Piano San Lazzaro | Stadio Diana |

### Play-out
| Squadra 1          | Totale | Squadra 2    | Andata | Ritorno |
| ------------------ | ------ | ------------ | ------ | ------- |
| Caldarola          | 0 - 0  | Montegiorgio | 0 - 0  | 0 - 0   |
| Porto Sant'Elpidio | 4 - 1  | Montegranaro | 2 - 0  | 2 - 1   |

#### Andata
| ??? 2007 | Caldarola | 0 – 0 | Montegiorgio |  |

| ??? 2007 | Porto Sant'Elpidio | 2 – 0 | Montegranaro |  |

#### Ritorno
| ??? 2007 | Montegiorgio | 0 – 0 | Caldarola |  |

| ??? 2007 | Montegranaro | 1 – 2 | Porto Sant'Elpidio |  |